# Rubus gracilis
Rubus gracilis är en rosväxtart som beskrevs av J. och C. Presl. Rubus gracilis ingår i släktet rubusar, och familjen rosväxter. Inga underarter finns listade i Catalogue of Life.

## Bildgalleri

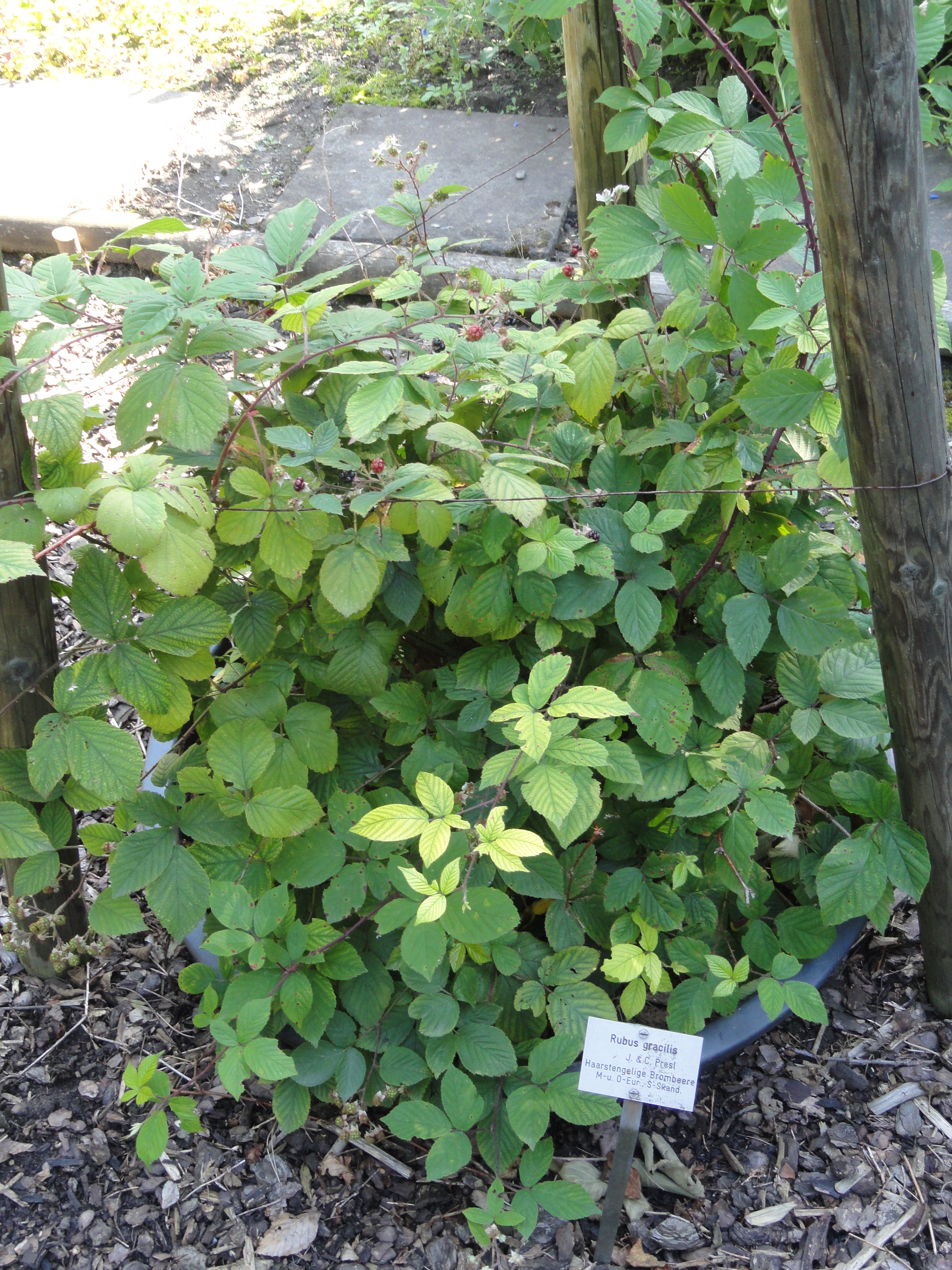